# Dilema do ouriço
O dilema do ouriço, também conhecido como o dilema do porco-espinho é uma parábola escrita em 1851 por Arthur Schopenhauer na obra Parerga e Paralipomena.

## Conteúdo
No livro de Schopenhauer é apresentada uma situação hipotética, onde, em um dia gélido, um grupo de ouriços que se encontravam próximos sentiram simultaneamente grande necessidade de aquecer-se. Para satisfazer sua necessidade, buscaram a proximidade corporal uns dos outros, para realizar a troca de calor corporal e se aquecerem. Porém, quanto mais se aproximavam, mais dor causavam ou recebiam por conta de seus espinhos e dos espinhos do ouriço vizinho. Com isto, se distanciavam uns dos outros, mas acabavam se deparando com o problema original, o frio. A alternativa para este problema, foi achar a distância certa para se aquecerem, não muito distante, devido ao fato de que o afastar-se era acompanhado da sensação de frio, mas não muito perto para não se machucarem com os espinhos. Viram-se obrigados a ir modificando a distância até que encontraram a melhor (a mais suportável) distância, de modo que não morressem de frio, mas conseguissem suportar os espinhos dos ouriços ao seu redor.
A ideia que esta parábola quer transmitir é que assim como os ouriços necessitam dessa relação corporal para sua sobrevivência, os seres humanos também necessitam de relações sociais. Assim, ao transferirmos esta ideia para relações entre dois seres humanos, quanto mais próxima for a relação, mais provável será que possam causar dano um ao outro, ao mesmo tempo em que quanto mais distante for sua relação, tão mais provável será que "morram" de solidão. Deste modo, nós, os seres humanos, precisamos encontrar a distância "perfeita" em nossas relações sociais, mas uma distância figurativa, que representa nosso nível de amizade e intimidade com as pessoas ao nosso redor, não podendo nos isolar, nos tornando amigos da solidão, que por muitas vezes vem acompanhada com um sentimento de vazio, tristeza, e até depressão, mas sem nos aproximarmos muito, causando e sofrendo dor, seja por um relacionamento que aconteceu muito rápido, se machucando gradualmente em um relacionamento sem perceber ou sem se importar pelo medo do frio ou necessidade de se esquentar, ou por vezes, acabar descobrindo ou demonstrando características que ainda não deviam ser expostas que de algum modo possam machucar ou acabar se machucando.
Nesse contexto, existem pessoas com "baixo calor corporal" (grande necessidade de relacionamento social) que precisam se aproximar muito de outros seres humanos, que resultam em não conhecer o "frio" (solidão), por baixa tolerância de solidão, mas acabam por conhecer muito "espinhos" (dores causadas por relações sociais). Por outro lado, pessoas com "grande calor corporal" (baixa necessidade de relacionamento social), acabam por conhecer muito bem a solidão, por terem grande tolerância à mesma, mas acabam passando muito "frio" (solidão), mas acabam não se ferindo muito com espinhos. A concessão que se faz aqui, infelizmente, não resolve totalmente o problema, todos precisamos achar nosso distanciamento ideal, para não cairmos na solidão, e nem nos machucarmos demais com espinhos, mas não conseguiremos deixar de sentir o frio nem os espinhos, é necessário achar o distanciamento em que ambos sejam suportáveis.
“Todavia, aqueles que possuírem calor interno em excesso vão preferir abster-se da sociedade para evitar receber — ou causar — transtornos ou inconveniências.” — Arthur Schopenhauer, “Parerga e Paralipomena”

## Recepção
Sigmund Freud cita a parábola de Schopenhauer em uma nota de pé de página de seu ensaio Psicologia das Massas e a Análise do Eu:

Consideremos o modo em que os seres humanos em geral se comportam afetivamente entre si. Segundo a famosa comparação de Schopenhauer sobre os ouriços que se congelavam, nenhum suporta uma aproximação demasiado íntima dos outros
Luis Cernuda se refere a ela nas palavras iniciais de Donde habite el olvido:

Como os ouriços, já sabeis, os homens um dia sentiram seu frio. E quiseram compartilhá-lo. Então inventaram o amor. O resultado foi, já sabeis, como nos ouriços.